# Ca' Pesaro
Ca' Pesaro je barokna palača, mramorne fasade na Kanalu Grande u sestieru Santa Croce u Veneciji, Italija.
Danas je palača Pesaro dom dva venecijanska muzeja; Moderne umjetnosti i Orijentalne umjetnosti.

## Povijest palače Ca' Pesaro
Palaču je projektirao i počeo graditi 1659. Baldassare Longhenapo naružbi Leonarda Pesara prokuratora Bazilike San Marco Longhena je umro 1682. (iste godine kad i naručitelj Pesaro), tako da je nedovršenu palaču nastavio graditi njegov učenik i suradnik Gian Antonio Gaspari, strogo poštujući plan svog mentora i dovršio je skoro 30 godina kasnije - 1710.
Iz porodice Pesaro bio je i mletački dužd (1658. – 1659.) - Giovanni Pesaro.
Nakon porodice Pesaro, vlasnici palače bili su porodica Gradenigo, a nakon njih benediktinci koji su u palači uredili svoj konvent.Početkom 19. stoljeća palača je postala posjed porodice Bevilacqua, posljednja vlasnica Felicita Bevilaqua La Masa poklonila je 1899. testamentom palaču gradu Veneciju uz uvjet da se koristi za umjetnost.

## Izgled palače
To je palača od pet etaža, koje se vide tek s boka. Glavna fasada od bijelog mramora prema Kanalu Grande, izgleda kao da ima tri etaže, - visoko rustikalno prizemlje ima mezanin i veliki portik prema kanalu. Prvi i drugi kat palače sa sedam velikih prozorskih otvora s lunetama flankiranih dupliim pilastrima gotovo su identični.
Od nekad bogato opremljene unutrašnjosti palače, nije ostalo gotovo ništa, tek mali tragovi fresaka i kiparske dekoracije.

## Ca' Pesaro danas

### Muzej Moderne umjetnosti
Od 18. svibnja 1902., grad Venecija je smjestio u palaču Pesaro - Gallerie internazionale d'arte moderna (današnji muzej), koja do tada nije imala stalnog sjedišta. Ona se prostire u prizemlju i prvom katu palače.
Venecijanski muzej Moderne umjetnosti ima djela sljedećih umjetnika; Gustava Klimta, Pierre Bonnarda, Marca Chagalla, Vasilija Kandinskog, Paula Kleea, Georgesa Rouaulta, Henrija Matissa, Henryja Moora, Giorgia Morandija, De Chirico, Umberta Boccionija i mnogih drugih.

### Muzej Orijentalne umjetnosti
Na trećem katu palače smješten je od 1928. muzej Orijentalne umjetnosti (Museo d'Arte Orientale). On ima oko 30.000 predmeta, većinom iz Japana, te nešto iz Kine i Indonezije (oklope, mačeve, porculan, slike i crteže Koryusai,  Harunobu, Hokusai, i drugih). Većina izložaka je iz zbirke koju je za svog boravka po Aziji prikupio Enrico II, vojvoda od Bardija (Bourbon-Parma).

## Vanjske poveznice
- Galleria Internazionale d'Arte Moderna (tal.)
- Ca' Pesaro - Museo d'Arte Orientale (tal.)